# Почтовые марки в стиле ар-деко

Мексика (1940): «Кормчий» Франсиско Эппенса Эльгеры

Почтовые марки в стиле ар-деко — почтовые марки, рисунок которых выполнен в стиле ар-деко, который был популярным в мире дизайнерским стилем в 1920—1930-х годах.

## Описание и история
Стиль ар-деко характеризуется использованием «геометрических мотивов, криволинейных форм, чётко очерченных контуров, часто ярких цветов», и увлечением механизмами и новизной. Этот стиль оказал сильное влияние на современную архитектуру, мебель, промышленный дизайн, книги и плакаты. Термин «ар-деко» обязан своим происхождением названию выставки, организованной в Париже в 1925 году. Международная выставка современных декоративных и промышленных искусств проходила с апреля по октябрь 1925 года. На ней экспонировалось много предметов, выполненных в новом стиле. Однако объекты в стиле ар-деко появлялись уже с начала 1920-х годов.
В 1920-х и 1930-х годах стиль ар-деко также нашёл отражение и в дизайне почтовых марок, выпущенных рядом стран. Одной из доминант ар-деко был транспорт и машины, особенно самолёты, поэтому рисунки авиапочтовых марок того периода часто выполнялись в этом стиле. На марках некоторых государств заметно сильное влияние ар-деко, тогда как у других его нет или оно еле прослеживается. В число стран, на рисунки почтовых марок которых ар-деко оказал наибольшее влияние, входит ряд таких европейских государств как Франция и Нидерланды, а также несколько стран Латинской Америки, особенно Мексика, Бразилия и Чили. Напротив, марки США и Великобритании следовали традиционному стилю рисунка, и влияние на них нового стиля малозаметно.

## Известные марки в стиле ар-деко
Изначально стиль ар-деко появился в Европе, поэтому самые ранние марки в этом стиле были выпущены в европейских государствах в 1920-е годы. С середины 1930-х этот стиль использовался в некоторых латиноамериканских странах, но фактически он так и не охватил США, рисунки марок которых оставались традиционными и консервативными. Примечательны марки этого периода в стиле ар-деко, некоторые из которых представляют собой маленькие шедевры:

### Европа
Франция

Франция (1930): марка из совместного выпуска для французских колоний «Колониальная выставка»(Sc #261)

В 1925 году Франция выпустила серию марок в честь Международной выставки современных декоративных и промышленных искусств (Sc #220—225). Международной колониальной выставке в Париже 1931 года также был посвящён совместный выпуск для французских колоний «Колониальная выставка», включая марку с изображением в стиле ар-деко головы африканки, под которым помещена надпись рубленым, гротесковым шрифтом в разлинованных строках, что является обычным приёмом техники ар-деко (Sc #258—262).
Германия

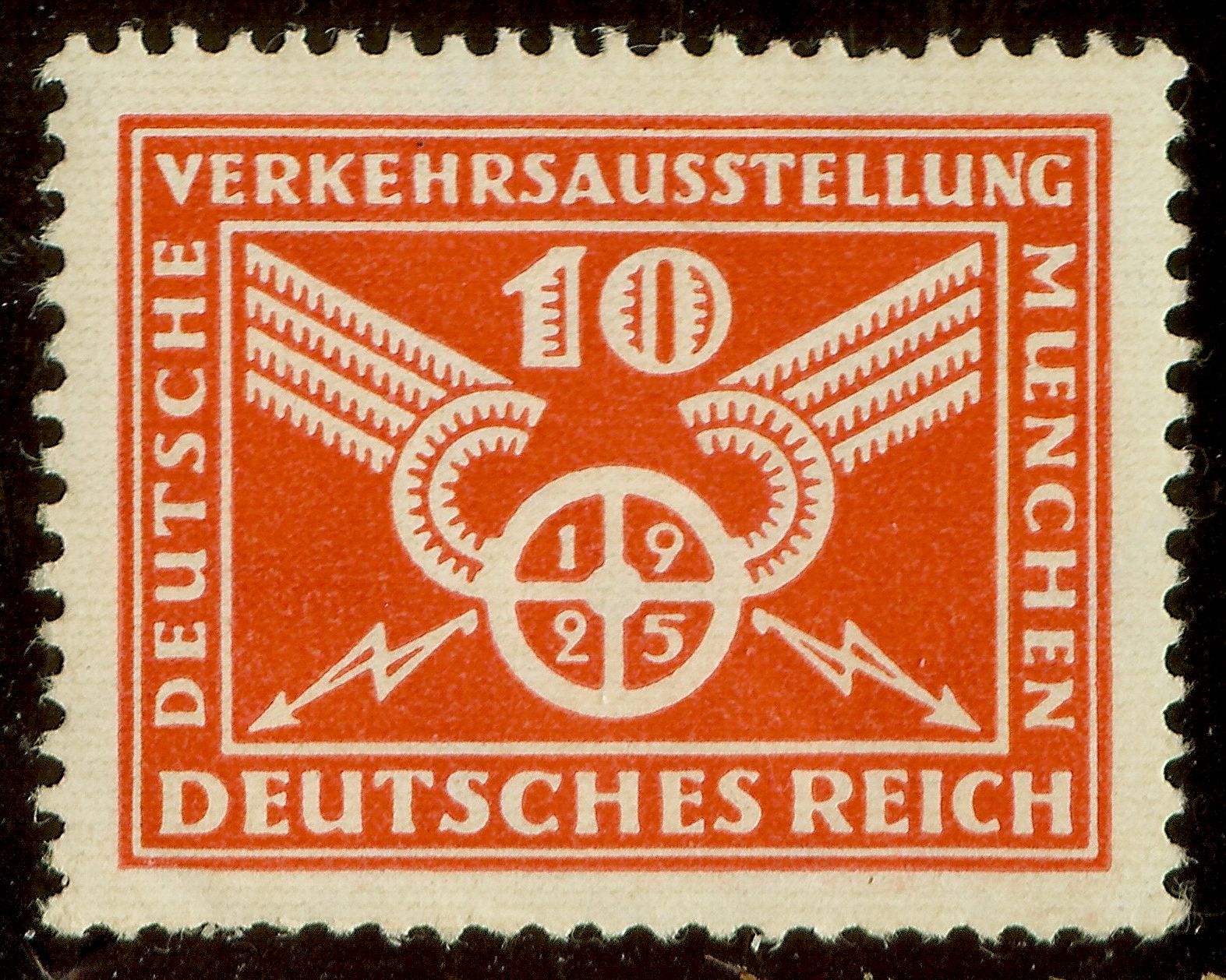
Германия (1925): «Транспортное кольцо». Мюнхенская транспортная выставка

В 1925 году Германия выпустила марку с изображением круговой развязки, или транспортного кольца, в ярко выраженном стиле ар-деко (Sc #345—346), по поводу Мюнхенской транспортной выставки. В 1934 году там вышла ещё одна марка с поразительным изображением двух рук, сжимающих кусок угля, посвящённая проведению плебисцита в Сааре, который был проведён в следующем году и предопределил воссоединение этого богатого углем региона с Германией.
Нидерланды
На почтовых марках Нидерландов влияние стиля ар-деко прослеживается уже в середине 1920-х годов, когда там вышли две марки в честь столетия Голландского общества спасательных судов (Dutch Lifeboat Society). На марках изображены стилизованные терпящие бедствие суда и спасательное судно. Шрифт, которым выполнены надписи на марках, испытал определённое влияние этого стиля.
На треугольной авиапочтовой марке 1933 года изображение самолёта окружено рамкой с жирным шрифтом надписи, типичным для этого стиля. В 1934 году колония Нидерландов Кюрасао выпустила одну из самых канонических из когда-либо созданных марок стиля ар-деко — авиапочтовую марку с сильно стилизованным изображением профиля бога-вестника Гермеса.

Авиапочтовые марки Нидерландов и Кюрасао 1920-х — 1930-х годов в стиле ар-деко
Нидерланды (1924)
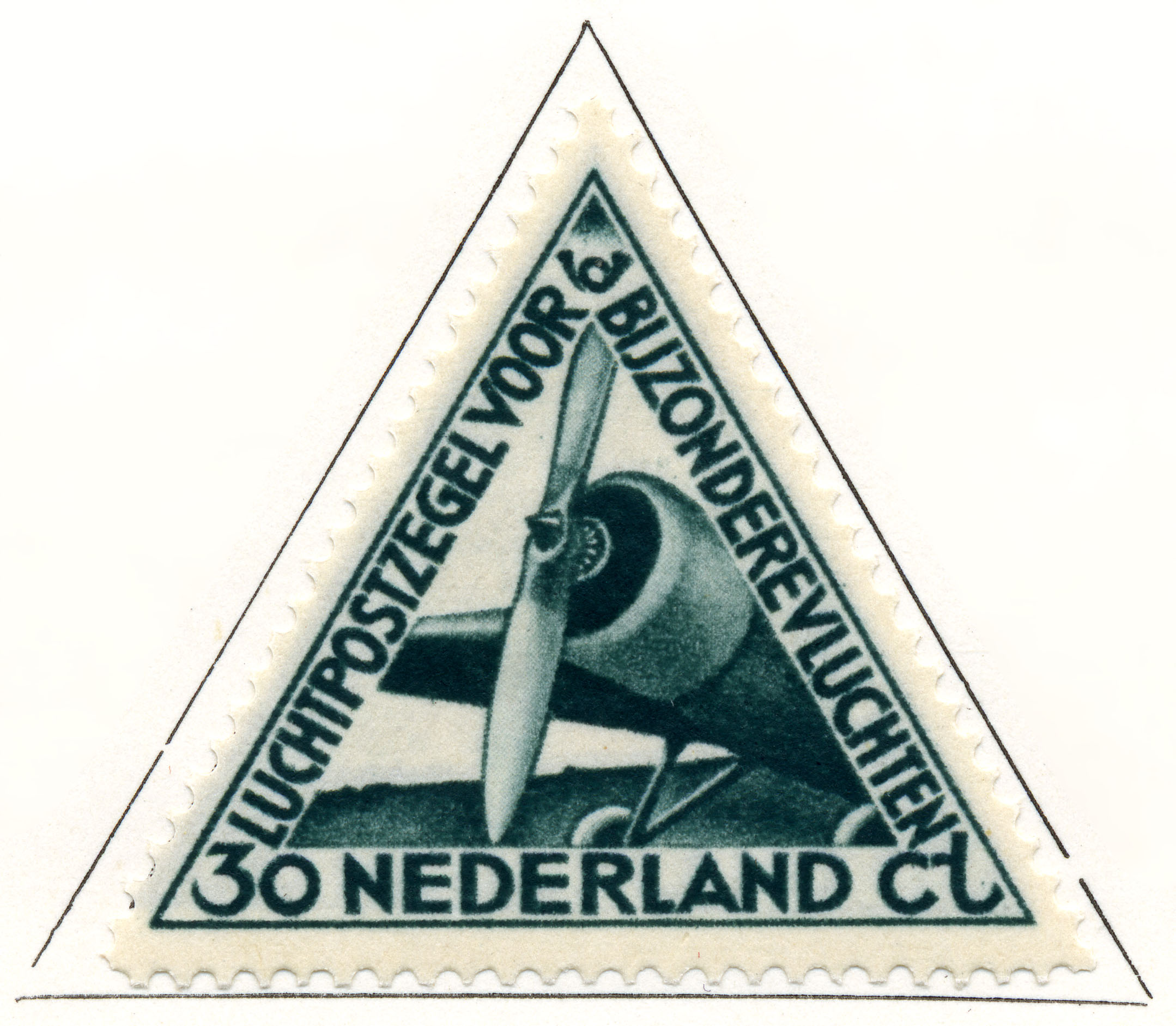
Нидерланды (1933)
Кюрасао (1934): «Гермес»

Австрия
На австрийских марках 1920-х годов заметно влияние стиля модерн, или ар-нуво (югендстиль), но ближе к концу этого десятилетия проявилось влияние нового стиля. В 1925 году Австрия начала выпускать серию доплатных марок, на которых название страны и номинал были указаны шрифтом простого, яркого дизайна.
СССР

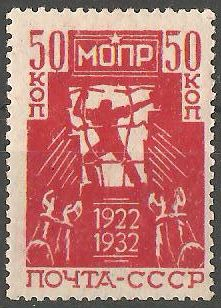
СССР (1932): 10-летие МОПР. Художник Ф. Ф. Федоровский, «Рабочий, освобождающий из тюрьмы узников капитала»

На почтовых марках СССР некоторое влияние стиля ар-деко, особенно в шрифте надписей, начало ощущаться примерно с 1929 года. В 1932—1933 годах вышла серия в честь 15-й годовщины Октябрьской революции, на марках которой явно прослеживаются элементы этого стиля (ЦФА [АО «Марка»] #396—402; Sc #472—478).
Швейцария

Швейцария (1932): Женевская конференция по разоружению

В 1932 году Швейцария выпустила марку, посвящённую Конференции по разоружению 1932 года, с изображением Мира явно в стиле ар-деко.
Португалия

Авиапочтовая марка Португалии (1936)

В 1936 году Португалия выпустила серию авиапочтовых марок с изображением пропеллера самолёта и облака в характерном стиле ар-деко.

### Латинская Америка
Стиль ар-деко пользовался популярностью в ряде стран Латинской Америки, в особенности в Мексике, Чили и Бразилии.
Мексика

Мексика (1942): «Сеятельница пшеницы» Ф. Эппенса Эльгеры

Мексика выпустила некоторые авиапочтовые марки в середине 1930-х годов с надписями, явно выполненными в стиле ар-деко (Sc #C65—C73). В 1939 году в Мексике вышла марка с изображенным в этом стиле памятника Революции — в ознаменование Всемирной выставки в Нью-Йорке.
В начале 1940-х годов Мексика выпустила ряд почтовых марок, как правило, больших размеров, рисунки которых испытали сильное влияние ар-деко (Sc #764—766, C100—C102, C111—116, C126—C128), в особенности с художественными работами мексиканского художника Франсиско Эппенса Эльгеры. На марке 1939 года по рисунку Эппенса Эльгеры изображены три вида транспорта — воздушный, железнодорожный и автомобильный, что является обычным сюжетом ар-деко. Марка 1940 года по рисунку Эппенса Эльгеры, на которой изображён кормчий, была выпущена в связи с инаугурацией президента Мексики Мануэля Авилы Камачо. На марке 1942 года, входящей в серию, посвящённую Второй межамериканской сельскохозяйственной конференции, помещено сильно стилизованное изображение женщины, сеющей пшеницу, кисти Эппенса Эльгеры.
Чили
В середине 1930-х годов Чили выпустило серию авиапочтовых марок с рисунками, выполненными в стиле, явно испытавшем влияние ар-деко (Sc #C30—C50). В их числе была марка со стилизованным изображением самолёта, летящего от одной точки к другой, руководствуясь указаниями радионавигационной системы, а также миниатюра со стилизованным изображением кондора.

Авиапочтовые марки Чили 1930-х годов в стиле ар-деко
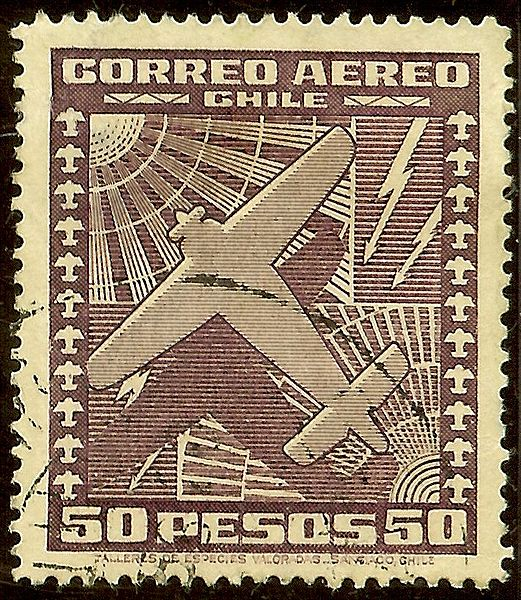
1934: силуэт самолёта
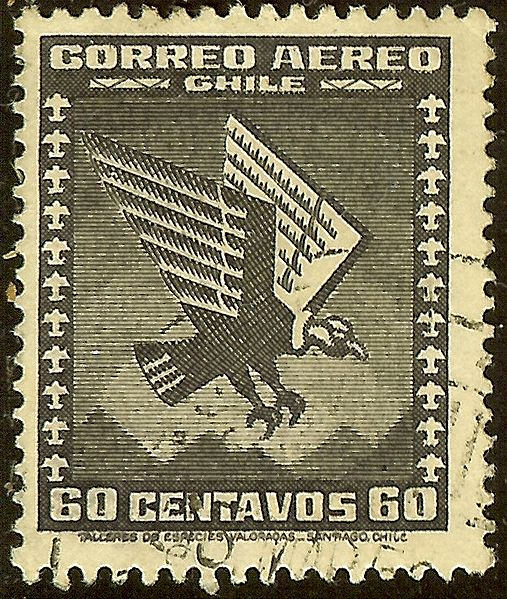
1935: андский кондор

Бразилия

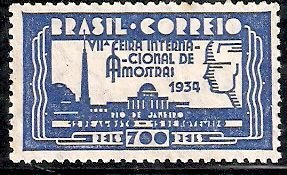
Бразилия (1934): Международная торговая ярмарка в Рио-де-Жанейро

В течение 1930-х годов Бразилия выпустила ряд марок, испытавших влияние стиля ар-деко, особенно в надписях на них (Sc #372—373, 387—390). Однако самыми характерными марками в стиле ар-деко стал выпуск 1934 года по случаю 7-й Международной торговой ярмарки, проведённой в Рио-де-Жанейро, с изображениями силуэтов зданий и профиля рабочего-строителя с надписями в стиле ар-деко.

### США

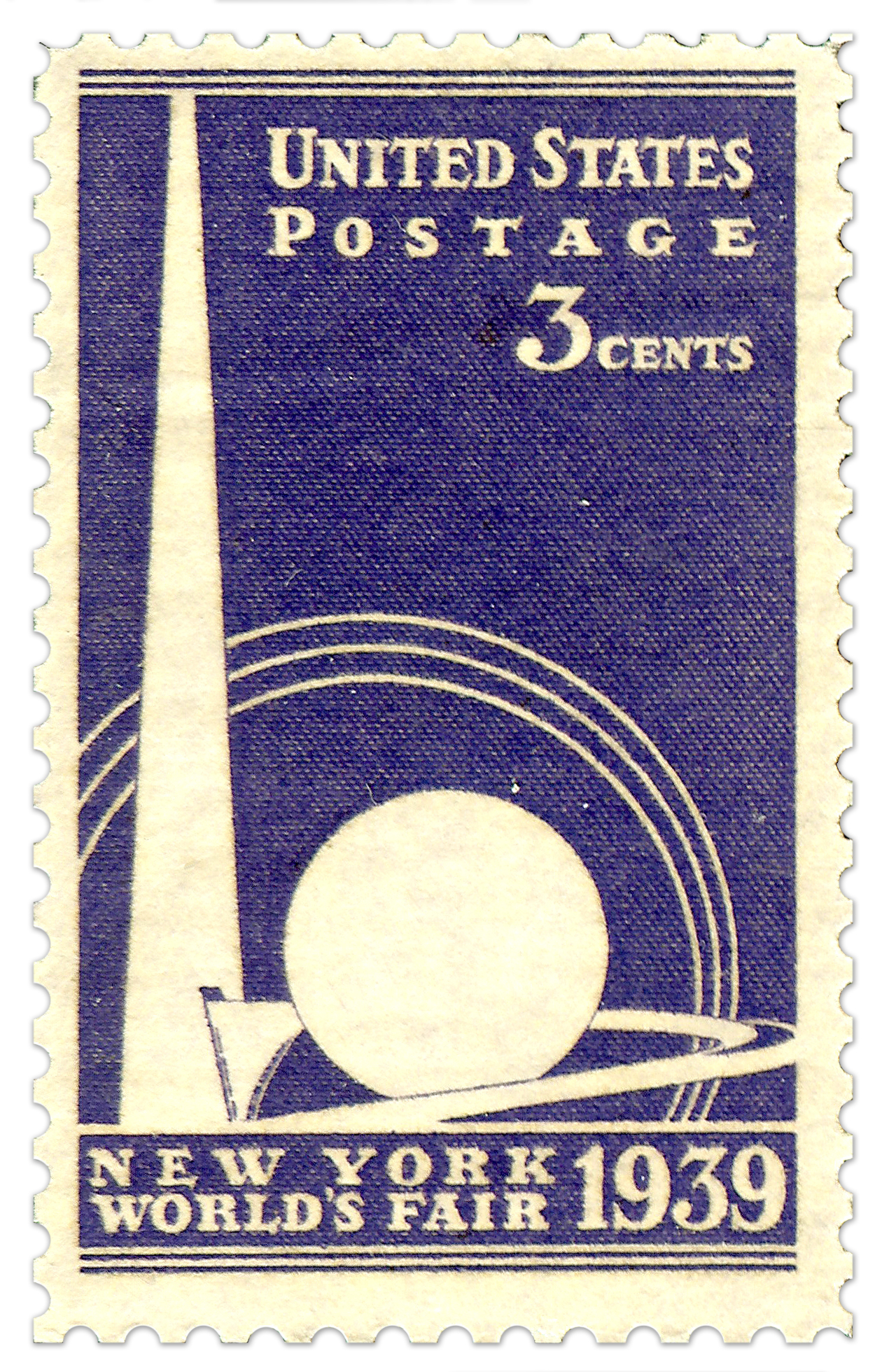
Почтовая марка США, 1939(Sc #3308): павильоны «Трилон» и «Перисфера» на Всемирной выставке в Нью-Йорке

Стиль ар-деко появился на почтовой марке США 1939 года с изображением павильонов «Трилон» (в форме обелиска) и «Перисфера» (в форме шара), ставших центральным элементом и символом Всемирной выставке в Нью-Йорке 1939 года. Однако хотя «Трилон и Перисфера» сами по себе являются типичным ар-деко, текст и цифры на марке выполнены традиционным шрифтом совсем не в этом стиле. За исключением этого носящего ограниченный характер примера, никакого влияния стиля ар-деко на почтовых марках США не проявлялось вплоть до 1998 года, когда там вышла марка в стиле ар-деко с изображением Айн Рэнд (Sc #3308).

## Возрождение стиля
В последнее время стиль ар-деко возрождается на почтовых марках. В 1998 году США выпустили марку в честь Айн Рэнд явно в стиле ар-деко (Sc #3308). В 2001 году вышли две стандартные марки (Sc #3471, 3471A) с изображением орла в стиле ар-деко на почтовом ящике (показана слева). В 2003 году была выпущена почтовая марка (Sc #3766) в честь Рокфеллер-центра (показана справа).